# Grandma, What Great Songs You Sang!
| Recensione | Giudizio |
| ---------- | -------- |
| AllMusic   | [ 1 ]    |

Grandma, What Great Songs You Sang! è il primo album di Brenda Lee, pubblicato dalla Decca Records nell'agosto del 1959 (in seguito fu ripubblicato nel 1961 con il titolo di Sing Songs Everybody Knows (Decca Records, DL 8873) e ancora nel 1967 come Here's Brenda Lee (Vocalion Records, VL 3795)). Il disco fu registrato il 4 e 26 gennaio 1959 al Bradley Film & Recording Studio di Nashville, Tennessee (Stati Uniti).

## Tracce
Lato A
1. Some of These Days – 2:20 (Shelton Brooks) – Registrato il 26 gennaio 1959
2. Pennies from Heaven – 2:22 (Johnny Burke, Arthur Johnston) – Registrato il 26 gennaio 1959
3. Baby Face – 2:12 (Benny Davis, Harry Akst) – Registrato il 26 gennaio 1959
4. A Good Man Is Hard to Find – 2:25 (Eddie Green) – Registrato il 26 gennaio 1959
5. Just Because – 1:54 (Joe Shelton, Bob Shelton, Sid Robin) – Registrato il 26 gennaio 1959
6. Toot Toot Tootsie Goodbye – 2:17 (Gus Kahn, Ernie Erdman, Dan Russo) – Registrato il 26 gennaio 1959

Lato B
1. Ballin' the Jack – 1:53 (Jim Barris, Chris Smith) – Registrato il 26 gennaio 1959
2. Rock-A-Bye Your Baby with a Dixie Melody – 2:23 (Sam Lewis, Jean Schwartz, Joe Young) – Registrato il 4 gennaio 1959
3. Pretty Baby – 1:30 (Gus Kahn, Tony Jackson, Egbert Van Alstyne) – Registrato il 4 gennaio 1959
4. Side by Side – 2:09 (Harry Woods) – Registrato il 26 gennaio 1959
5. Back in Your Own Back Yard – 2:47 (Al Jolson, Billy Rose, Dave Dreyer) – Registrato il 26 gennaio 1959
6. St. Louis Blues – 2:51 (W. C. Handy) – Registrato il 26 gennaio 1959

## Musicisti
A1, A2, A3, A4, A5, A6, B1, B4, B5 e B6
- Brenda Lee - voce solista
- Hank Garland - chitarra
- Grady Martin - chitarra
- Floyd Cramer - pianoforte
- Boots Randolph - sassofono
- Sconosciuti - strumenti a fiato
- Harold Bradley - basso (chitarra basso)
- Bob Moore - contrabbasso
- Buddy Harman - batteria
- Anita Kerr Singers - accompagnamento vocale, cori

B2 e B3
- Brenda Lee - voce solista
- Hank Garland - chitarra
- Harold Bradley - chitarra
- Bob Moore - contrabbasso
- Floyd Cramer - pianoforte
- Jack Gregory - sassofono
- Buddy Harman - batteria
- Anita Kerr Singers - accompagnamento vocale, cori